# نوكيا N96
في تاريخ (26-8-2008) نوكيا عن بدء توفر الهاتف المتحرك الذي طال انتظاره وهو جهاز نوكيا N96. لكن إطلاق تسمية «هاتف متحرك» فقط على هذا الجهاز تقلل من حقه إلى درجة كبيرة، لأنه في حقيقته جهاز كمبيوتر متعدد الوسائط الشيء الذي يجعله يتربع على قمة عائلة Nseries الشهيرة من نوكيا.
يقدم جهاز نوكيا N96 للمستخدم تجربة لا تضاهى في عالم الهواتف المتحركة، تكاد تجعله يبشر بمستقبل جديد من التقارب الرقمي بين وظائف الهاتف والكاميرا والفيديو ونظام تحديد المواقع. لكنه لا يفعل ذلك بمجرد تجميع تلك الوظائف في جهاز واحد فحسب، بل يضيف على آخر ما توصلت إليه التقنية من تطور وتصميم ذكي، فتجد فيه خيارات ترفية متقدمة تشمل استقبال المحطات التلفازية، وكاميرا بكثافة 5 ميجابكسل تطل عبر عدسة من نوع كارل زيس، ووظيفة إرشاد صوتي تساعدك في الوصول إلى مكان معين، وذاكرة بسعة تصل إلى 32 جيجابايت، وقدرات صوتية وموسيقية فائقة النقاء، وألعاب N-Gage، وشاشة رائعة بمقاس 2.8 بوصة، وهذا كله في جهاز واحد اسمه نوكيا N96.
على الرغم من أن جهاز نوكيا N96 يلتقط الصور ويشغّل الفيديو، إلا أنه لا يفعل ذلك بطريقة تقليدية، بل يمكن القول أنه يعطي معنى جديد لتعريف الترفيه النقال. ويشمل ذلك كل شيء بدءاً من التقاط الصور، ومروراً بإضافة المعلومات الجغرافية إلى موقع معين، وانتهاءً بمشاهدة الفيديو المتوفر على موقع يوتيوب باستخدام متصفح إنترنت سريع، أو مشاهدة القنوات التلفازية.
ويدعم الجهاز مشاهدة بث التلفاز الرقمي الحي (DVB-H) عند توفره، ويقدم بذلك إمكانية مشاهدة عدد من القنوات المتقدمة. بل إنه يسمح للمستخدم أن يسجل برامجه المفضلة لمشاهدتها لاحقاً حينما يتسنى له ذلك، سواء كان مسافراً براً، أو أثناء الانتظار في صالات المطارات.
بالإضافة إلى ذلك، يأتي جهاز نوكيا N96 في الإمارات العربية المتحدة محمّلاً بفيلم “Transformers”. وتتيح لك شاشته الواسعة والساطعة بمقاس 2.8 بوصة ومايكروفوناته الستريو اثلاثية الأبعاد الشعور بإثارة الحركة تنبض منه. وللاستفادة بمتعة أكبر، يكفي أن تسترخي في معقدك في أي مكان، وتستمتع بالمؤثرات الخاصة بدون أن تحمله، وذلك بفضل التصميم الذكي لمسنده على الغطاء الخلفي.
ويتمتع جهاز نوكيا N96 بقدرة تخزين فيديو تصل إلى 40 ساعة، يمكن نقله إليه من حاسوبك أو تجده على الشبكة في مركز نوكيا للفيديو (Nokia Video Center) عبر وصلة عالية السرعة للناقل التسلسلي العام USB 2.0، أو عبر الشبكات المحلية اللاسلكية أو بروتوكول الاتصال السريع HSDPA. ويقدم لك هذا التطبيق الغني بالمزايا وصولاً إلى عدد ضخم متنوع من مقاطع الفيديو التي تتراوح من الدقائق الترويجية الدعائية للأفلام، إلى الكوميديا والأخبار التي تقدمها مواقع الويب المشهورة عالمياً مثل YouTube، ورويترز، وسوني بكتشرز. والجدير بالذكر هنا أن نوكيا N96 يدعم هيئات الفيديو الشائعة، والتي تشمل إم بي إي جي - 4، وويندوزميديا، وفلاش.
التقاط صور وفيديو يصلح للعرض في صالات السينما
تلتقط الكاميرا الرقمية بكثافة 5 ميجابكسل مع عدسات من نوع كارل زيس، وفلاش مزدوج، صوراً واضحة، ومقاطع فيديو ساطعة بجودة أقراص الفيديو الرقمي DVD، وبسرعة 30 إطار في الثانية بالإضافة إلى صور ثابتة حادة المعالم. ويمكنك التقاط الصور بالمعلومات الجغرافية فوراً لتسجل موقعها على الأرض، ثم ترسلها مباشرة إلى المجتمعات الشبكية.
ويوفر جهاز نوكيا N96 خدمات ملاحية متطورة تعمل على تحديد المواقع المختلفة حيث تشمل عرض خرائط سهلة الاستخدام مع تفاصيل الضواحي أو إظهار لقطات مناطق واسعة كما يمكن أن تشاهدها عبر الأقمار الاصطناعية. ويضاف إلى ذلك أنه يوفر إمكانية الاستماع إلى إرشاد صوتي يدلك من منعطف إلى آخر عبر الشوارع للوصول إلى مكان معين. ويوجد فيه أدلة جديدة للمدينة (City Guides) تمنحك طريقة رائعة لاكتشاف الأماكن التي لا تعرفها. بل إنك تستطيع من خلاله التشارك مع الآخرين عبر الشبكة برحلاتك الخاصة، وأماكنك المفضلة، والأشياء الجديدة التي تجدها. وهو يأتي في الإمارات العربية المتحدة، مزوداً بخرائط محلية، وباشتراك مجاني لمدة ثلاثة شهور في ميزة الإرشاد الصوتي.
كما يمتاز جهاز نوكيا N96 بتقديمه إمكانات موسيقية متقدمة، مع ذاكرة داخلية بسعة 16 جيجابايت، بمكن ترقيتها إلى 32 جيجابايت عبر بطاقة ذاكرة مايكروإس دي، وهكذا تستطيع أن تحتفظ فيه بمجموعة واسعة من أغنياتك المفضلة ويمكنك أيضاً إنشاء لوائح شخصية لتشغيل الموسيقى، بتنزيل المقطوعات الموسيقية، أو مزامنة مكتبتي جهاز الكمبيوتر والهاتف المتحرك عبر شاحن USB. ويمكنك أيضاً أن تستمتع بمذياع RDS أو مجموعة واسعة من خيارات المحطات المتوفرة عبر الإنترنت.
وكي تجعل هاتفك يعبر عن شخصيتك يمكنك أن تملأ جهاز نوكيا N96، بمجموعة واسعة من المحتوى الرقمي الخاص بك يشمل مجموعة مذهلة من اختيارات الترفيه العالمي والمحتوى الشخصي باستخدام تطبيق التنزيل من نوكيا